# Bolivar Peninsula
Bolivar Peninsula è un census-designated place degli Stati Uniti d'America situato nella contea di Galveston dello Stato del Texas.
La popolazione era di 2.417 persone al censimento del 2010. Nei confini di Bolivar Peninsula sono collocate le comunità non incorporate di Port Bolivar, Crystal Beach, Caplen, Gilchrist e High Island.

## Geografia fisica
La Bolivar Peninsula forma nella contea di Galveston una striscia molto stretta di terra  che separa la parte orientale della baia di Galveston dal Golfo del Messico.
Secondo lo United States Census Bureau, ha un'area totale di 48,1 miglia quadrate (124,7 km²), di cui 42,5 miglia quadrate (110,1 km²) di terreno e 5,6 miglia quadrate (14,6 km²), o 11,7%, d'acqua.[11]

## Società

### Evoluzione demografica
Nota: le seguenti informazioni potrebbero essere notevolmente cambiate a causa dell'uragano Ike abbattutosi sulla zona nel settembre 2008.
Secondo il censimento del 2000, c'erano 3.853 persone, 1.801 nuclei familiari e 1.138 famiglie residenti nella città. La densità di popolazione era di 85,3 persone per miglio quadrato (32,9/km²). C'erano 5.425 unità abitative a una densità media di 120,0 per miglio quadrato (46,4/km²). La composizione etnica della città era formata dal 93,69% di bianchi, lo 0,47% di afroamericani, lo 0,80% di nativi americani, lo 0,57% di asiatici, il 2,80% di altre razze, e l'1,66% di due o più etnie. Ispanici o latinos di qualunque razza erano il 6,96% della popolazione.
C'erano 1.801 nuclei familiari di cui il 18,0% aveva figli di età inferiore ai 18 anni, il 52,3% erano coppie sposate conviventi, il 7,4% aveva un capofamiglia femmina senza marito, e il 36,8% erano non-famiglie. Il 31,3% di tutti i nuclei familiari erano individuali e il 12,9% aveva componenti con un'età di 65 anni o più che vivevano da soli. Il numero di componenti medio di un nucleo familiare era di 2,14 e quello di una famiglia era di 2,65.
La popolazione era composta dal 17,0% di persone sotto i 18 anni, il 5,6% di persone dai 18 ai 24 anni, il 20,7% di persone dai 25 ai 44 anni, il 35,1% di persone dai 45 ai 64 anni, e il 21,6% di persone di 65 anni o più. L'età media era di 48 anni. Per ogni 100 femmine c'erano 104,4 maschi. Per ogni 100 femmine dai 18 anni in giù, c'erano 104,1 maschi.
Il reddito medio di un nucleo familiare era di 34.235 dollari, e quello di una famiglia era di 42.448 dollari. I maschi avevano un reddito medio di 36.477 dollari contro i 24.519 dollari delle femmine. Il reddito pro capite era di 26.137 dollari. Circa l'8,3% delle famiglie e l'11,7% della popolazione erano sotto la soglia di povertà, incluso il 13,4% di persone sotto i 18 anni e il 7,3% di persone di 65 anni o più.